# Flying Tiger Copenhagen
Flying Tiger Copenhagen (precedentemente conosciuta come Tiger) è una catena danese di negozi di articoli vari. Il primo punto vendita è stato aperto a Copenaghen nel 1995 e, a partire dal 2023, la catena conta più di 1000 negozi in 35 paesi. I suoi mercati principali sono Danimarca, Regno Unito, Italia e Spagna. Secondo il bilancio annuale dell’azienda, nel 2023 ha avuto oltre 93 milioni di clienti.
Prima di giugno 2016, operava con il nome Tiger (o Tiger Copenhagen) nella maggior parte dei mercati, come TGR in Svezia e Norvegia, e come Flying Tiger Copenhagen (o semplicemente Flying Tiger) in Irlanda, Giappone, Belgio e Paesi Bassi. Il nome Flying Tiger deriva dalla somiglianza tra la pronuncia danese della parola “tiger” (pronuncia danese: [ˈtiːʌ]) e quella della parola “tier” (pronuncia danese: [ˈtsʰiːɐ]), che indica una moneta da 10 corone danesi (circa 1 euro); nei primi negozi in Danimarca, infatti, tutti gli articoli costavano 10 corone.
La catena vende una grande varietà di articoli, principalmente accessori e giocattoli. Il layout dei negozi è simile a un labirinto. L’ex amministratore delegato di Flying Tiger, Mette Maix, ha affermato che il formato del negozio è pensato per far sentire il cliente come in una "caccia al tesoro", grazie all’aggiunta di almeno 300 articoli nuovi e casuali ogni mese.

## Storia
Nel 1988, Lennart Lajboschitz e sua moglie Suzanne aprirono il loro primo negozio, chiamato Tiger, a Copenaghen. Il negozio vendeva merci in surplus, ombrelli e altri accessori. Nel 1995, Lajboschitz aprì il primo punto vendita Tiger a Islands Brygge, sempre a Copenaghen.
Nel 2005, l'azienda aprì il suo primo negozio nel Regno Unito, a Basingstoke, seguito da aperture in altre zone del paese. 
Nel 2012, la società di investimenti EQT Partners acquisì una quota del 70% dell’azienda, investendo nella società madre di Flying Tiger, Tiger A/S.
Nel gennaio 2015, l’azienda nominò Xavier Vidal, ex direttore di The Body Shop, come nuovo amministratore delegato.
Nel 2016, la società cambiò ufficialmente il proprio nome a livello globale in Flying Tiger Copenhagen; in precedenza aveva utilizzato altri nomi poiché il marchio "Tiger" non era consentito in tutti i mercati.
Nel maggio 2015, l’azienda aprì il suo primo negozio negli Stati Uniti, a New York, un punto vendita di circa 152 m²  situato nel Flatiron District di Manhattan.
Nel novembre 2018, la società annunciò l’apertura di quattro negozi nel Massachusetts e pianificò l’apertura di altri 20 punti vendita nel New England negli anni successivi. Tuttavia, nel novembre 2020, Flying Tiger ha chiuso tutti i suoi negozi negli Stati Uniti.

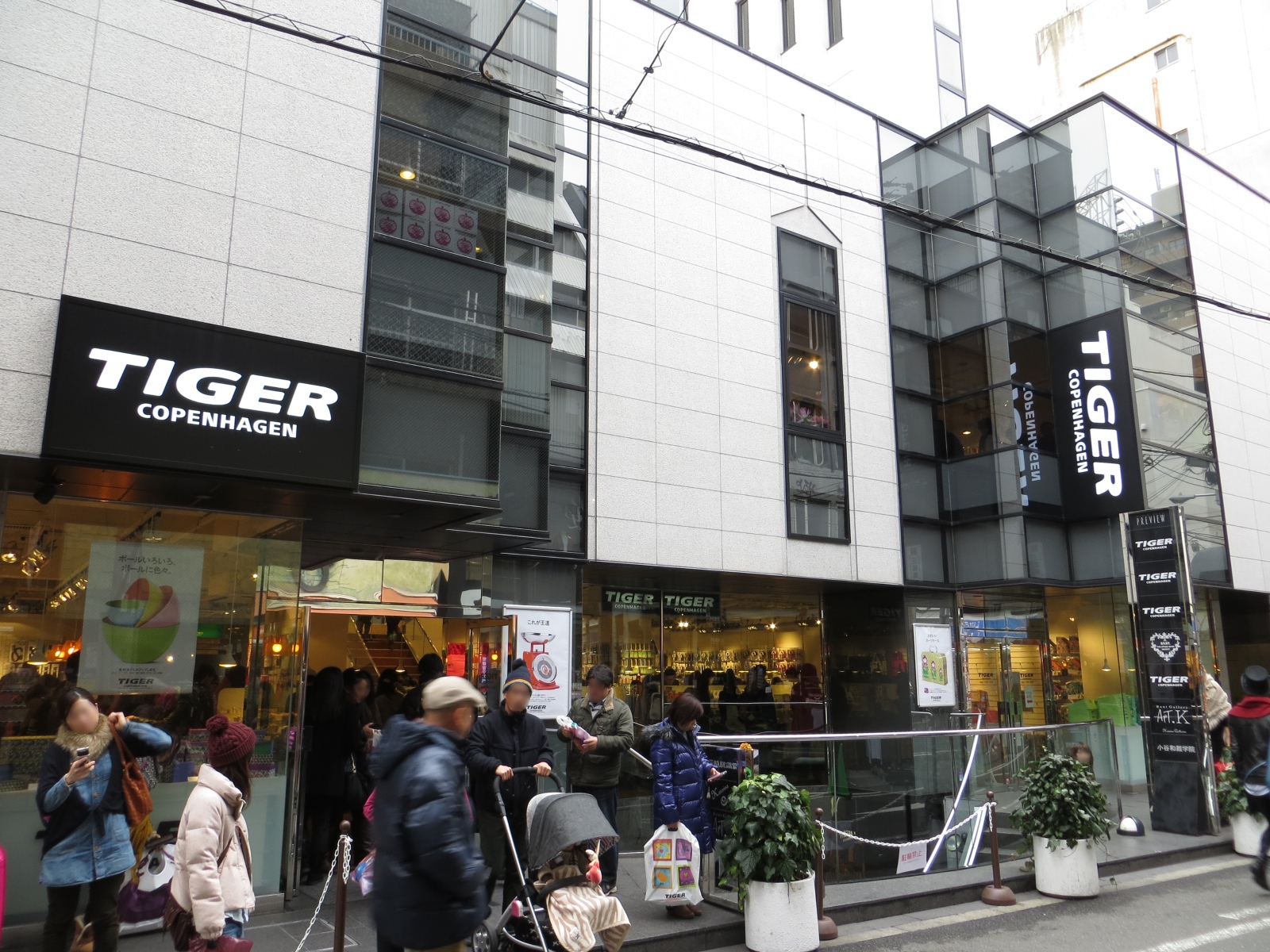
Negozi Tiger a Amerikamura nel quartiere Chūō-ku di Osaka.

Nel 2019 Martin Jermiin ha assunto il ruolo di amministratore delegato.
Nel 2021, l’azienda è stata venduta dal fondatore Lennart Lajboschitz e da EQT Partners alla società danese di investimenti Treville. Nello stesso anno, Flying Tiger ha iniziato a vendere i propri prodotti anche online.

## Distribuzione
Flying Tiger Copenhagen è presente in 35 mercati, con oltre 1000 negozi:
| Nazione             | Negozi |
| ------------------- | ------ |
| Italia              | 131    |
| Spagna              | 126    |
| Regno Unito         | 80     |
| Giappone            | 56     |
| Danimarca           | 51     |
| Polonia             | 44     |
| Francia             | 42     |
| Portogallo          | 42     |
| Svezia              | 39     |
| Finlandia           | 30     |
| Germania            | 27     |
| Israele             | 27     |
| Norvegia            | 26     |
| Irlanda             | 23     |
| Svizzera            | 23     |
| Paesi Bassi         | 22     |
| Belgio              | 21     |
| Corea del Sud       | 21     |
| Turchia             | 20     |
| Ungheria            | 19     |
| Austria             | 17     |
| Rep. Ceca           | 17     |
| Indonesia           | 16     |
| Arabia Saudita      | 14     |
| Grecia              | 12     |
| Slovacchia          | 11     |
| Estonia             | 7      |
| Cipro               | 6      |
| Filippine           | 6      |
| Lettonia            | 6      |
| Lituania            | 6      |
| Emirati Arabi Uniti | 5      |
| Islanda             | 5      |
| Kuwait              | 3      |
| Bahamas             | 1      |
| Malta               | 1      |
| Qatar               | 1      |